# سه روز (مجموعه تلویزیونی)
سه روز (انگلیسی: Three Days; کره‌ای: 쓰리 데이즈) یک مجموعه تلویزیونی محصول کره جنوبی سال ۲۰۱۴ با بازی پارک یوچون، سون هیون جو، پارک ها سون، یون جه مون، سو یی هیون، جانگ هیون سونگ و چوی وون یونگ است. این مجموعه از از ۵ مارس تا ۱ مه ۲۰۱۴، روزهای چهارشنبه و پنجشنبه ساعت ۲۱:۵۵ (کی‌اس‌تی) از اس‌بی‌اس برای ۱۶ قسمت پخش شد.

## بازیگران

### اصلی
- پارک یوچون در نقش هان ته کیونگ[۴][۵][۶]
  - نام دا روم در نقش جوانی ته کیونگ
- سون هیون جو در نقش لی دونگ هی، رئیس‌جمهور کره جنوبی[۷]
- پارک ها سون در نقش یون بو وون، افسر پلیس
- سو یی هیون در نقش لی چا یونگ، مأمور تیم سوات
- چوی وون یونگ در نقش کیم دو جین
- یون جه مون در نقش شین کیو جین، منشی ارشد ریاست‌جمهوری[۸]
- جانگ هیون سونگ در نقش هام بونگ سو